# Живучка ползучая
Живу́чка ползу́чая (лат. Ajúga réptans) — многолетнее травянистое растение, вид рода Живучка (Ajuga) семейства Яснотковые (Губоцветные, Lamiaceae).
Наиболее часто культивируемый вид рода. Медонос. Удовлетворительно поедается скотом. Используется в народной медицине.
Устаревшие русские названия растения (общие для нескольких видов яснотковых) — горловинка, горлянка.

## Ботаническое описание

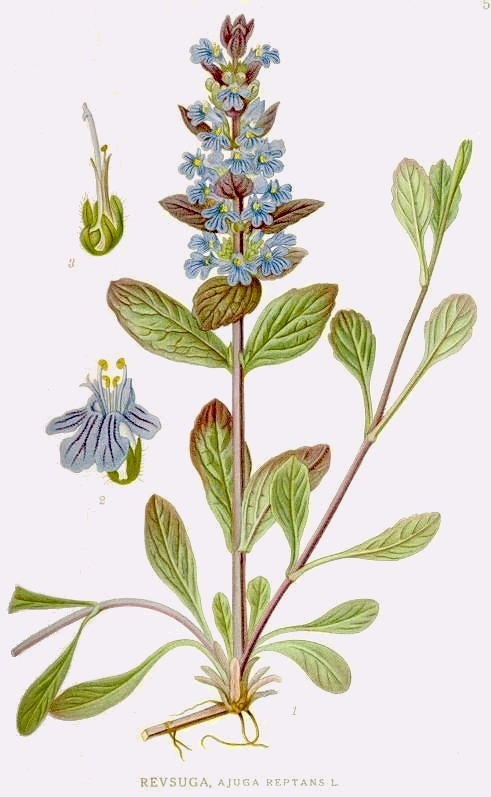
Живучка ползучая.

Живучка ползучая — многолетнее травянистое растение. Вид полиморфный, у растений могут в значительной степени отличаться опушение, стелющиеся побеги (у некоторых растений могут отсутствовать), время цветения, окраска листьев и венчика.
Корневище короткое.

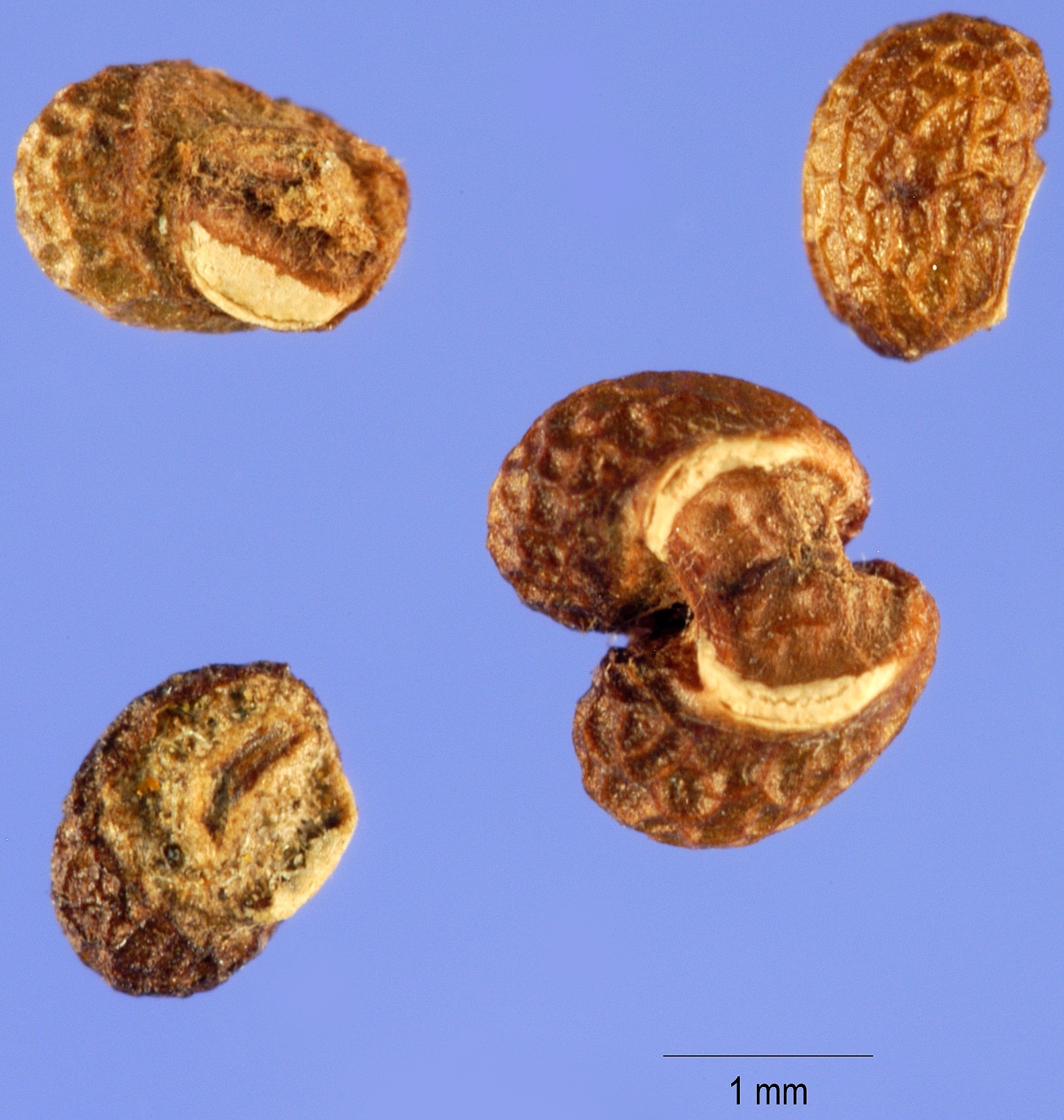
Плоды живучки ползучей крупным планом

Листья мягкие, лопатчатые (овальные), с волнистыми выемчатыми и коротко-зубчатыми краями; коротко опушённые или с двух сторон или только сверху. Прикорневые листья собраны в розетки высотой до 8 см, из которых растут длинные ползучие укореняющиеся побеги (усы), из-за которых растение и получило свой видовой эпитет. Весной из-под розеток начинают расти четырёхгранные цветоносные стебли высотой до 35 см; стебли могут быть опушены с двух сторон либо опушение может отсутствовать. Листья в розетках — с длинными черешками, листья на стеблях — сидячие; прицветные листья — яйцевидные, цельные, нижние длиннее цветков, верхние короче. Розеточные листья у живучки ползучей, в отличие от некоторых других видов этого рода, во время цветения сохраняются, не засыхают.
Соцветия колосовидные. Цветки двугубые, находятся в пазухах листьев, собраны в мутовках по 6—8 штук. Чашечка опушённая, длиной до 7 мм, колокольчатая, с пятью треугольными зубцами. Венчик зигоморфный, двугубый, с волосистым кольцом в нижней части трубки, с двулопастной очень короткой верхней губой и трёхлопастной нижней (при этом средняя лопасть в два раза длиннее и в три-четыре раза шире боковых); длина венчика — 12—17 мм, снаружи он опушённый; может быть синим, пурпурным, голубым; изредка встречаются также розовые и белые венчики. После цветения венчик не опадает, остаётся при плодах. Тычинок четыре, они собраны под верхней губой; поскольку эта губа развита слабо, функцию защиты пыльников от дождя частично выполняют верхние прицветные листья. Опыление происходит с помощью пчёл; в условиях затяжных дождей может происходить самоопыление в мелких закрытых цветках.
В условиях Средней России растение цветёт в апреле-июле, плоды созревают в июне-августе. Плод — округлый светло-бурый многоорешек, распадающийся на четыре орешковидные доли длиной около 2,5 мм; их придатки служат приманкой и пищей для муравьёв, что важно для распространения семян.
|                                        |  |  |
| Цветки живучки ползучей крупным планом |  |  |

## Распространение и экология
Естественный ареал вида охватывает почти всю территорию Европы (в том числе всю европейскую часть России), часть Азии — Закавказье (Азербайджан, Армению и Грузию), Турцию и север Ирана, — а также северо-западную часть Африки (Алжир и Тунис).
Как заносное растение встречается на значительной части территории США и Канады, в Венесуэле, а также в Австралии и Новой Зеландии.
Растение обычно для лесов, в первую очередь лиственных, встречается на полянах и опушках, в зарослях кустарников.

## Использование
Растение медоносное, но пчёлы посещают его лишь при нехватке других, лучших медоносов, поскольку оно даёт мало мёда.
Живучка ползучая, как и другие виды этого рода, используется в садоводстве — в первую очередь как почвопокровное растение, которое может расти в условиях затенённости: например, в углах внутренних дворов.

### Культивирование
В культуре растение известно с древних времён.
Живучка ползучая — морозостойкое теневыносливое неприхотливое растение, при помощи усов довольно быстро распространяющееся на большие площади; наиболее часто культивируемый вид рода. Для хорошего роста растению достаточно небольшого количества влажной почвы. Как и другие виды этого рода, живучка ползучая лучше развивается в условиях отсутствия яркого солнца, в то же время окраска венчиков у культиваров более активно проявляется, когда растения находятся на солнечных местах. В культуре растение размножают делением.
Выведено большое число сортов. Некоторые из них:
- Ajuga reptans 'Alba' — отличается белыми цветками[8].
- Ajuga reptans 'Atropurpurea' = Ajuga reptans 'Purpurea' — отличается фиолетовыми или бронзовыми листьями[3].
- Ajuga reptans 'Black Scallop' — отличается крупными бурыми волнистыми листьями[8].
- Ajuga reptans 'Burgundy Glow' — отличается пёстрыми кремовыми и бордовыми листьями[3].
- Ajuga reptans 'Catlin's Giant' — отличается более крупными листьями и более длинными цветоносами[3].
- Ajuga reptans 'Jungle Beauty' — отличается тёмно-зелёными листьями с фиолетовым оттенком, более крупными размерами, а также более быстрым вегетативным размножением[3].
- Ajuga reptans 'Multicolor' (прежде известен как 'Rainbow') — отличается разноцветностью своих листьев, которые могут быть белыми, розовыми и фиолетовыми[3].
- Ajuga reptans 'Pink Elf' — отличается тёмно-розовой или светло-розовой окраской цветков, а также более компактными размерами[3].
- Ajuga reptans 'Rosea' — отличается розовой окраской цветков[8].
- Ajuga reptans 'Variegata' (ранее Ajuga reptans f. variegata hort.) — отличается светло-зелёной и кремовой окраской листвы[3]. В середине XX века был наиболее распространённым сортом этого вида[7].

|                                                                                           |  |  |  |
| Соцветия живучки ползучей: слева — сорт 'Atropurpurea', остальные — дикорастущие растения |  |  |  |

## Классификация

### Таксономия
Ajuga reptans  L., 1753, Sp. Pl. : 561
Вид Живучка ползучая относится к роду Живучка (Ajuga) семейства Яснотковые (Lamiaceae) порядка Ясноткоцветные (Lamiales), который последовательно входит в вышестоящие клады Ламииды → Астериды → Суперастериды → Эвдикоты → Цветковые растения. Таксономическая схема в соответствии с Системой APG IV по состоянию на декабрь 2023 года:
|  |                          |  |                                   |                                   |                      |  | еще 23 семейства | еще 23 семейства |                      |  |  |  | еще 71 подтвержденный вид и 21 вид, ожидающий подтверждения |
|  |                          |  |                                   |                                   |                      |  | еще 23 семейства | еще 23 семейства |                      |  |  |  | еще 71 подтвержденный вид и 21 вид, ожидающий подтверждения |
|  |                          |  |                                   | порядок Ясноткоцветные            |                      |  |                  |                  | род Живучка          |  |  |  |                                                             |
|  |                          |  |                                   | порядок Ясноткоцветные            |                      |  |                  |                  | род Живучка          |  |  |  |                                                             |
|  | клада Цветковые растения |  |                                   |                                   | семейство Яснотковые |  |                  |                  | вид Живучка ползучая |  |  |  |                                                             |
|  | клада Цветковые растения |  |                                   |                                   | семейство Яснотковые |  |                  |                  |                      |  |  |  |                                                             |
|  |                          |  | ещё 63 порядка цветковых растений | ещё 63 порядка цветковых растений |                      |  |                  | еще 267 родов    | еще 267 родов        |  |  |  |                                                             |
|  |                          |  |                                   | ещё 63 порядка цветковых растений |                      |  |                  |                  | еще 267 родов        |  |  |  |                                                             |

### Синонимы
По информации базы данных Plants of the World Online (на начало 2024 года), в синонимику вида входят следующие названия:
Гомотипные синонимы
- Ajuga vulgaris Rouy (1909), nom. superfl.
- Ajuga vulgaris subsp. reptans (L.) Rouy (1909), nom. illeg.
- Bugula reptans (L.) Crantz (1766)
- Teucrium reptans (L.) Salisb. (1796)

Гетеротипные синонимы
- Ajuga abnormis (Rouy) Prain (1913)
- Ajuga alpina Fr. (1842), nom. illeg.
- Ajuga barrelieri Ten. (1836)
- Ajuga breviproles Borbás (1889)
- Ajuga candolleana (Rouy) Prain (1913)
- Ajuga densiflora Ten. (1836), nom. illeg.
- Ajuga nanti Boreau (1863)
- Ajuga pyramidalis Huds. (1762), nom. illeg.
- Ajuga repens Gueldenst. ex Ledeb. (1849)
- Ajuga reptans var. alba C.Mackintosh (1834)
- Ajuga reptans var. albiflora Tinant (1836)
- Ajuga reptans var. alpina Nyman (1881)
- Ajuga reptans var. caerulea C.Mackintosh (1834)
- Ajuga reptans subvar. densiflora Nyman (1881)
- Ajuga reptans var. lerezana Blanco-Dios (2016)
- Ajuga reptans var. pyramidata Zalewski (1896)
- Ajuga reptans var. rubra C.Mackintosh (1834)
- Ajuga stoloniflor Jeanb. & Timb.-Lagr. (1875—1876 publ. 1879)
- Ajuga vulgaris subsp. abnormis Rouy (1909)
- Ajuga vulgaris var. bifera Gillot (1880)
- Ajuga vulgaris var. breviproles (Borbás) Rouy (1909), nom. superfl.
- Ajuga vulgaris proles candolleana Rouy (1909)
- Ajuga vulgaris subsp. nanti (Boreau) Rouy (1909), nom. superfl.
- Ajuga vulgaris var. stoloniflora (Jeanb. & Timb.-Lagr.) Rouy (1909), nom. illeg.
- Bugula decumbens Mill. (1768)
- Bugula reptans var. hirsuta Gray (1821 publ. 1822)